# .cx
.cx為澳大利亚海外屬地聖誕島國家及地區頂級域（ccTLD）的域名。
該域名在被用於震驚網站goatse.cx時獲得了一定程度的惡名，以至於CIIA在聖誕島民投訴後被迫關閉該網站。

## 外部連結
- CIIA
- COCCA - Council of Country Code Administrators
- IANA .cx whois information（页面存档备份，存于）
- Planet Three whois information